# Étienne-Louis Arthur Fallot

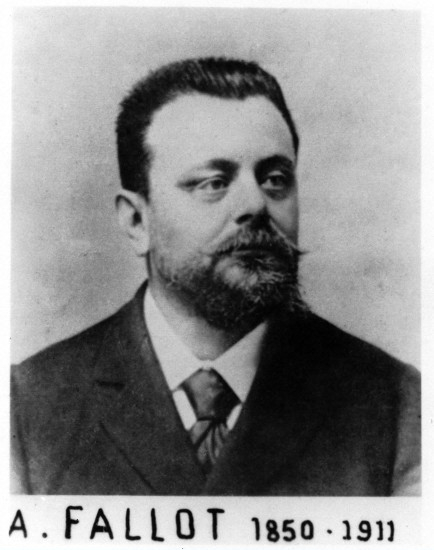
Étienne-Louis Arthur Fallot

Étienne-Louis Arthur Fallot (* 20. September 1850 oder 29. September 1850 in Sète; † 30. April oder im Mai 1911) war ein französischer Mediziner. Er publizierte 1888 über die später nach ihm benannte Herzfehlbildung, die Fallot-Tetralogie.

## Leben
Fallot studierte ab 1867 an der Universität Marseille Medizin. 1876 wurde er an der Universität Montpellier promoviert. Er verbrachte seine gesamte akademische Laufbahn in Marseille, wo er Pathologie lehrte und 1883 zum Assistenzprofessor für Rechtsmedizin und Hygiene und 1888 zum Professor für diese Fächer ernannt wurde. Diese Position hatte er bis zu seinem Tod inne. Fallot war in Marseille Chef de Clinique des Hôtel-Dieu und Chef de Service des Hôpital de la Conception.

## Fallot-Tetralogie
1888 veröffentlichte Fallot eine Beschreibung einer Herzfehlbildung, der später – wie die Fallot-Trilogie – nach ihm benannten Fallot-Tetralogie. Verschiedene Autoren hatten diese Fehlbildung zuvor beschrieben, teils schon im 17. Jahrhundert. Fallots Abhandlung benennt erstmals die vier Komponenten der Fehlbildung – eine Pulmonalstenose, einen Ventrikelseptumdefekt, einer über der Herzscheidewand reitende Aorta sowie eine Hypertrophie des rechten Herzens – und bezeichnet diese Konstellation als „Tetralogie“. Die Fehlbildung selbst bezeichnete er als maladie bleue (etwa „die blaue Krankheit, das blaue Übel“) und cyanose cardique („Herz-Zyanose“). Die Ursache der kombinierten Fehlbildung führte er auf einen einzigen pathologischen Prozess zurück. Fallot beschrieb zudem das gelegentliche zusätzliche Vorkommen eines Vorhofseptumdefektes, ein Fehlbildungssyndrom, welches als Fallot-Pentalogie bezeichnet wird. Als dessen Erstbeschreiber gilt Ambrose Birmingham, der diese Erkenntnis allerdings vier Jahre nach Fallot veröffentlichte. Das Eponym „Fallot-Tetralogie“ setzte sich, ausgehend von einzelnen Fallberichten und anderen Artikeln zu Ende des 19. und Anfang des 20. Jahrhunderts, in den verschiedenen Sprachen langsam durch. Maude Abbott wird häufig als jene Autorin genannt, die den Begriff 1924 als „tetralogy of Fallot“ in die englischsprachige Fachliteratur einführte.